# Disophrys guineensis
Disophrys guineensis är en stekelart som beskrevs av Szepligeti 1914. Disophrys guineensis ingår i släktet Disophrys och familjen bracksteklar. Inga underarter finns listade i Catalogue of Life.